# Championnat du monde féminin de rink hockey 1998
Navigation
Championnat du monde féminin 1996 Championnat du monde féminin 2000
La quatrième édition des championnats du monde de rink hockey féminin s'est déroulée du 8 au 14 novembre 1998, à Buenos Aires, en Argentine.
À cette occasion, l'Argentine remporte sa première couronne mondiale dans cette catégorie, en battant le Portugal en finale, sur le score de 3-1.

## Participants
Les 14 équipes engagées sont réparties dans trois groupes.
| Groupe A - Afrique du Sud - Angleterre - Angola - Espagne - États-Unis | Groupe B - Allemagne - Argentine - Japon - Portugal | Groupe C - Australie - Brésil - Colombie - Macao - Pays-Bas |

## Déroulement
La compétition est divisée en deux phases :
- La phase qualificative : à l'intérieur de chaque groupe, chaque équipe se rencontre une fois. Une victoire ramène deux points, un match nul un seul point et une défaite aucun point. Un classement par groupe est établi, utilisé pour le déroulement de la phase finale.
- La phase finale est divisée en trois tournois :
  - Le match de classement pour les places 13 et 14 : Les équipes classées cinquième des groupes A et C se disputent la 13e place sur un seul match.
  - Les matchs de classement pour les places 9 à 12 : les équipes classées 4e de leur groupe ainsi que la moins bonne équipe classée 3e (en fonction du ranking mondial) se retrouvent dans un mini-championnat dans lequel chaque équipe se rencontre une fois. Un classement permet de déclarer les places 9 à 12.
  - Le tableau final : Les deux meilleures équipes de chaque groupe ainsi que les deux meilleurs troisièmes (en fonction du ranking mondial) sont qualifiées pour les quarts de finale à élimination directe. Les perdants des quarts de finale se retrouvent dans un mini tournoi à élimination directe pour décider des places 5 à 8.

## Phase qualificative

### Groupe A
| Rang | Équipe         | Pts | J | G | N | P | Bp | Bc | Diff |  | Résultats      |  |     |     |     |      |
| ---- | -------------- | --- | - | - | - | - | -- | -- | ---- |  | -------------- |  | --- | --- | --- | ---- |
| 1    | Espagne        | 8   | 4 | 4 | 0 | 0 | 42 | 2  | +40  |  | Espagne        |  | 9-0 | 9-2 | 8-0 | 16-0 |
| 2    | États-Unis     | 5   | 4 | 2 | 1 | 1 | 18 | 14 | +4   |  | États-Unis     |  |     | 3-3 | 4-1 | 11-1 |
| 3    | Angleterre     | 4   | 4 | 1 | 2 | 1 | 16 | 14 | +2   |  | Angleterre     |  |     |     | 2-2 | 9-0  |
| 4    | Angola         | 3   | 4 | 1 | 1 | 2 | 5  | 15 | -10  |  | Angola         |  |     |     |     | 2-1  |
| 5    | Afrique du Sud | 0   | 4 | 0 | 0 | 4 | 2  | 38 | -36  |  | Afrique du Sud |  |     |     |     |      |

### Groupe B
| Rang | Équipe    | Pts | J | G | N | P | Bp | Bc | Diff |  | Résultats |  |     |     |     |
| ---- | --------- | --- | - | - | - | - | -- | -- | ---- |  | --------- |  | --- | --- | --- |
| 1    | Argentine | 5   | 3 | 2 | 1 | 0 | 10 | 3  | +7   |  | Argentine |  | 2-2 | 2-1 | 6-1 |
| 2    | Portugal  | 5   | 3 | 2 | 1 | 0 | 7  | 2  | +5   |  | Portugal  |  |     | 2-0 | 3-0 |
| 3    | Allemagne | 2   | 3 | 1 | 0 | 2 | 6  | 6  | 0    |  | Allemagne |  |     |     | 5-2 |
| 4    | Japon     | 0   | 3 | 0 | 0 | 3 | 2  | 14 | -12  |  | Japon     |  |     |     |     |

### Groupe C
| Rang | Équipe    | Pts | J | G | N | P | Bp | Bc | Diff |  | Résultats |  |     |     |      |      |
| ---- | --------- | --- | - | - | - | - | -- | -- | ---- |  | --------- |  | --- | --- | ---- | ---- |
| 1    | Brésil    | 8   | 4 | 4 | 0 | 0 | 41 | 4  | +37  |  | Brésil    |  | 7-4 | 9-0 | 15-0 | 10-0 |
| 2    | Pays-Bas  | 6   | 4 | 3 | 0 | 1 | 25 | 10 | +15  |  | Pays-Bas  |  |     | 2-1 | 8-1  | 11-1 |
| 3    | Colombie  | 4   | 4 | 2 | 0 | 2 | 19 | 15 | +4   |  | Colombie  |  |     |     | 8-3  | 10-1 |
| 4    | Australie | 2   | 4 | 1 | 0 | 3 | 18 | 33 | -15  |  | Australie |  |     |     |      | 14-2 |
| 5    | Macao     | 0   | 4 | 0 | 0 | 4 | 4  | 45 | -41  |  | Macao     |  |     |     |      |      |

## Phase finale

### Classement pour les places 9 à 14
| Match          | Équipe 1       | Score | Équipe 2 |
| -------------- | -------------- | ----- | -------- |
| Place 13 et 14 | Afrique du Sud | 2-3   | Macao    |

| Rang | Équipe     | Pts | J | G | N | P | Bp | Bc | Diff |  | Résultats  |  |     |     |     |
| ---- | ---------- | --- | - | - | - | - | -- | -- | ---- |  | ---------- |  | --- | --- | --- |
| 9    | Angleterre | 6   | 3 | 3 | 0 | 0 | 17 | 8  | +9   |  | Angleterre |  | 5-3 | 3-2 | 9-3 |
| 10   | Japon      | 4   | 3 | 2 | 0 | 1 | 9  | 6  | +3   |  | Japon      |  |     | 3-0 | 3-1 |
| 11   | Angola     | 2   | 3 | 1 | 0 | 2 | 7  | 10 | -3   |  | Angola     |  |     |     | 5-4 |
| 12   | Australie  | 0   | 3 | 0 | 0 | 3 | 8  | 17 | -9   |  | Australie  |  |     |     |     |

### Classement pour les places 1 à 8
|  | Quarts de finale | Quarts de finale | Quarts de finale | Quarts de finale |           |           | Demi-finales | Demi-finales | Demi-finales                  | Demi-finales                  |                               |                               | Finale | Finale | Finale | Finale |
|  |                  |                  |                  |                  |           |           |              |              |                               |                               |                               |                               |        |        |        |        |
|  |                  |                  |                  |                  |           |           |              |              |                               |                               |                               |                               |        |        |        |        |
|  |                  |                  |                  |                  |           |           |              |              |                               |                               |                               |                               |        |        |        |        |
|  | Argentine        | Argentine        | 6                | 6                |           |           |              |              |                               |                               |                               |                               |        |        |        |        |
|  | Argentine        | Argentine        | 6                | 6                |           |           |              |              |                               |                               |                               |                               |        |        |        |        |
|  | États-Unis       | États-Unis       | 1                | 1                |           |           |              |              |                               |                               |                               |                               |        |        |        |        |
|  | États-Unis       | États-Unis       | 1                | 1                | Argentine | Argentine | 6            | 6            |                               |                               |                               |                               |        |        |        |        |
|  |                  |                  |                  |                  | Argentine | Argentine | 6            | 6            |                               |                               |                               |                               |        |        |        |        |
|  |                  |                  | Allemagne        | Allemagne        | 1         | 1         |              |              |                               |                               |                               |                               |        |        |        |        |
|  | Pays-Bas         | Pays-Bas         | Allemagne        | Allemagne        | 1         | 1         | 0            | 0            |                               |                               |                               |                               |        |        |        |        |
|  | Pays-Bas         | Pays-Bas         |                  |                  |           |           |              | 0            |                               |                               |                               |                               |        |        |        |        |
|  | Allemagne        | Allemagne        | 3                | 3                |           |           |              |              |                               |                               |                               |                               |        |        |        |        |
|  | Allemagne        | Allemagne        | 3                | 3                | Argentine | Argentine | 3            | 3            |                               |                               |                               |                               |        |        |        |        |
|  |                  |                  |                  |                  | Argentine | Argentine | 3            | 3            |                               |                               |                               |                               |        |        |        |        |
|  |                  |                  | Portugal         | Portugal         | 1         | 1         |              |              |                               |                               |                               |                               |        |        |        |        |
|  | Brésil           | Brésil           | Portugal         | Portugal         | 1         | 1         | 12           | 12           |                               |                               |                               |                               |        |        |        |        |
|  | Brésil           | Brésil           |                  |                  |           |           |              |              |                               |                               |                               |                               |        |        |        |        |
|  | Colombie         | Colombie         | 0                | 0                |           |           |              |              |                               |                               |                               |                               |        |        |        |        |
|  | Colombie         | Colombie         | 0                | 0                | Brésil    | Brésil    | 2 (3)        | 2 (3)        | Match pour la troisième place | Match pour la troisième place | Match pour la troisième place | Match pour la troisième place |        |        |        |        |
|  |                  |                  |                  |                  | Brésil    | Brésil    | 2 (3)        | 2 (3)        | Match pour la troisième place | Match pour la troisième place | Match pour la troisième place | Match pour la troisième place |        |        |        |        |
|  |                  |                  | Portugal         | Portugal         | 2 (4)     | 2 (4)     |              |              |                               |                               |                               |                               |        |        |        |        |
|  | Espagne          | Espagne          | Portugal         | Portugal         | 2 (4)     | 2 (4)     | 0 (1)        | 0 (1)        |                               |                               |                               |                               |        |        |        |        |
|  | Espagne          | Espagne          |                  |                  |           |           |              | 0 (1)        |                               |                               | Brésil                        | Brésil                        | 1      | 1      |        |        |
|  | Portugal         | Portugal         | 0 (2)            | 0 (2)            |           |           |              |              |                               |                               | Brésil                        | Brésil                        | 1      | 1      |        |        |
|  | Portugal         | Portugal         | 0 (2)            | 0 (2)            | Allemagne | Allemagne | 2            | 2            |                               |                               |                               |                               |        |        |        |        |
|  |                  |                  |                  |                  |           |           |              |              |                               |                               |                               |                               |        |        |        |        |

Match pour la troisième place
| Équipe 1 | Score | Équipe 2  |
| -------- | ----- | --------- |
| Brésil   | 1-2   | Allemagne |

|  | Match pour les places 5 à 8 | Match pour les places 5 à 8 |                        |   | Match pour la 5e place | Match pour la 5e place |
|  | Match pour les places 5 à 8 | Match pour les places 5 à 8 |                        |   | Match pour la 5e place | Match pour la 5e place |
|  |                             |                             |                        |   |                        |                        |
|  |                             |                             |                        |   |                        |                        |
|  |                             |                             |                        |   |                        |                        |
|  | Colombie                    | 1                           |                        |   |                        |                        |
|  | Colombie                    | 1                           |                        |   |                        |                        |
|  | Espagne                     | 12                          |                        |   |                        |                        |
|  | Espagne                     | 12                          | Espagne                | 2 |                        |                        |
|  |                             |                             | Espagne                | 2 |                        |                        |
|  |                             | Pays-Bas                    | 1                      |   |                        |                        |
|  | Pays-Bas                    | Pays-Bas                    | 1                      | 5 |                        |                        |
|  | Pays-Bas                    |                             |                        | 5 |                        |                        |
|  | États-Unis                  | 4                           |                        |   |                        |                        |
|  | États-Unis                  | 4                           | Match pour la 7e place |   |                        |                        |
|  |                             |                             |                        |   |                        |                        |
|  |                             |                             |                        |   |                        |                        |
|  |                             |                             |                        |   |                        |                        |
|  | Colombie                    | 1                           |                        |   |                        |                        |
|  | Colombie                    | 1                           |                        |   |                        |                        |
|  | États-Unis                  | 3                           |                        |   |                        |                        |
|  | États-Unis                  | 3                           |                        |   |                        |                        |

1. 1 2 3 4  Le score entre parenthèses indique le score après la séance de tirs au but.

## Classement final
| #                  | Équipe         |
| ------------------ | -------------- |
| Médaille d'or      | Argentine      |
| Médaille d'argent  | Portugal       |
| Médaille de bronze | Allemagne      |
| 4                  | Brésil         |
| 5                  | Espagne        |
| 6                  | Pays-Bas       |
| 7                  | États-Unis     |
| 8                  | Colombie       |
| 9                  | Angleterre     |
| 10                 | Japon          |
| 11                 | Angola         |
| 12                 | Australie      |
| 13                 | Macao          |
| 14                 | Afrique du Sud |